# Kochaw Ja’akow
Kochaw Ja’akow (hebr. כוכב יעקב, Gwiazda Jakuba) – wieś położona w Samorządzie Regionu Matte Binjamin, w Dystrykcie Judei i Samarii, w Izraelu.
Leży w zachodniej części Samarii, w otoczeniu terytoriów Autonomii Palestyńskiej.

## Historia
Osada została założona w 1985 przez grupę żydowskich osadników. Pierwotnie nazywała się Awir Ja’akov, jednak w 1998 zmieniono nazwę na obecną.

## Galeria

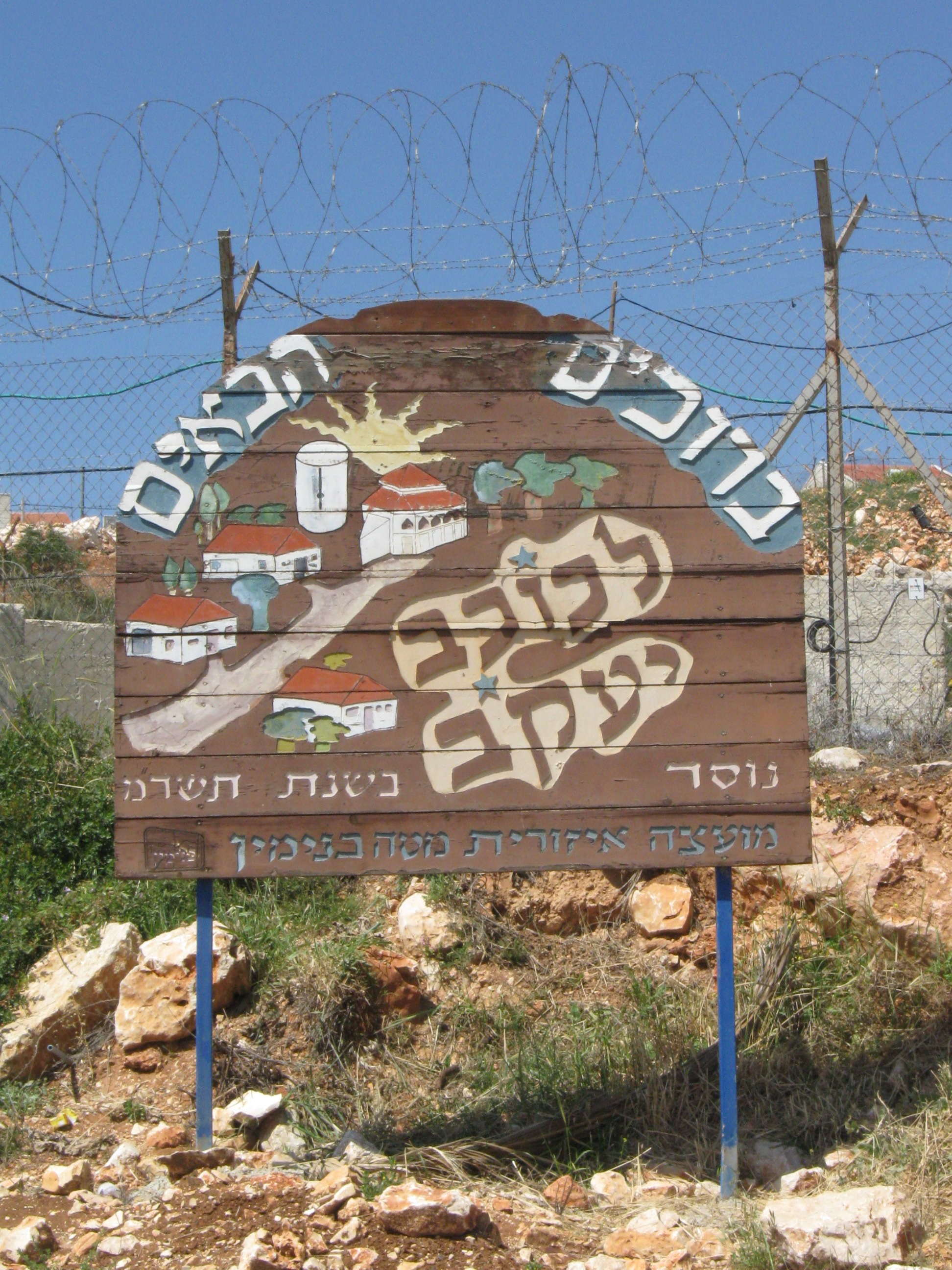
Znak przy wejściu do Kochaw Ja’akow.